# 邵士斗
邵士斗（16世紀—17世紀），浙江嚴州府桐廬縣鍾山鄉人，明朝政治人物。

## 生平
萬曆二十五年（1597年），邵士斗舉順天鄉試，授德州知州，德州地處河濱受水患困擾，他監督役工建堤防禦，又重修德州州治，加建城郭，人們都感激他，後調任應州知州，很快致仕回家，有孝順母親的名聲，又曾主持重建縣內的鎮南橋，死後入祀鄉賢祠。

## 引用
1. 1 2  乾隆《桐廬縣志·卷十一·人物一》：邵士斗，鍾山鄉人，領鄉薦授山東德州知州，州地濱河，民苦水患，乃督役運甓成隄，州舊無城郭，公始議興建，事竣而民不勞，人皆德之，後遷應州守致仕歸，奉母尤以孝聞。 祀鄉賢
2. ↑  乾隆《桐廬縣志·卷九·選舉》：舉人 明……邵士斗 萬厯丁酉科鄉試，見鄉達
3. ↑  《古今圖書集成·方輿彙編·職方典·卷一百九十四·濟南府部彙考六》：德州州治 舊在城西隅，元刺史秦政建……萬曆間，知州邵士斗、馬明瑞相繼修葺。
4. ↑  《古今圖書集成·方輿彙編·職方典·卷一千十八·嚴州府部彙考二》：鎮南橋 在縣西北五十里。……萬曆年邵士斗重建。